# Paula Ormaechea
Paula Ormaechea (* 28. September 1992 in Sunchales, Provinz Santa Fe) ist eine argentinische Tennisspielerin.

## Karriere
Ormaechea, die seit 2011 auf der Profitour spielt, gewann auf ITF-Turnieren bislang 16 Einzel- und neun Doppeltitel. Im Jahr 2009 spielte Ormaechea erstmals für die argentinische Fed-Cup-Mannschaft. In ihrer Fed-Cup-Bilanz stehen 20 Siege und 13 Niederlagen zu Buche.
2011 verlor sie beim WTA-Turnier in Brüssel in der dritten Runde der Qualifikation klar gegen Abigail Spears (1:6, 1:6). Im selben Jahr qualifizierte sie sich in Bad Gastein für das Hauptfeld, musste sich aber in Runde eins María José Martínez Sánchez geschlagen geben.
2012 gelang Ormaechea dann bei den Australian Open die Qualifikation fürs Hauptfeld; sie unterlag in der zweiten Runde Agnieszka Radwańska. Bei den French Open schied sie in der ersten Runde gegen Venus Williams aus. In Wimbledon und bei den US Open scheiterte sie jeweils in der Qualifikation.
2013 scheiterte sie in der Qualifikation der Australian Open, erreichte aber im Februar in Bogotá ihr erstes Finale auf der WTA Tour, das sie gegen Jelena Janković klar mit 1:6, 2:6 verlor. Im Mai war sie in Frankreich sehr erfolgreich. Zunächst gewann sie ihr erstes $50.000-ITF-Turnier in Saint Gaudens, anschließend erreichte sie bei den French Open im Einzelwettbewerb die dritte Runde. In Wimbledon scheiterte sie dagegen erneut in der Qualifikation. Bei den US Open, wo sie für das Hauptfeld qualifiziert war, erreichte sie die zweite Runde.

## Turniersiege

### Einzel
| Nr. | Datum              | Turnier               | Kategorie   | Belag     | Finalgegnerin         | Ergebnis        |
| --- | ------------------ | --------------------- | ----------- | --------- | --------------------- | --------------- |
| 1.  | 7. November 2009   | Buenos Aires          | ITF $10.000 | Sand      | Veronica Spiegel      | 6:4, 3:6, 6:2   |
| 2.  | 21. November 2009  | Asunción              | ITF $10.000 | Sand      | Andrea Koch-Benvenuto | 4:6, 6:4, 6:2   |
| 3.  | 26. Juni 2010      | Buenos Aires          | ITF $10.000 | Sand      | Lucia Jara-Lozano     | 6:2, 6:2        |
| 4.  | 18. Juli 2010      | Bogota                | ITF $25.000 | Sand      | Julia Cohen           | 7:5, 6:1        |
| 5.  | 25. Juli 2010      | Brasília              | ITF $10.000 | Hartplatz | Ana-Clara Duarte      | 3:6, 7:61, 7:66 |
| 6.  | 19. März 2011      | Santiago de Chile     | ITF $10.000 | Sand      | Catalina Pella        | 6:2, 7:64       |
| 7.  | 11. September 2011 | Podgorica             | ITF $25.000 | Sand      | Danka Kovinić         | 6:1, 6:1        |
| 8.  | 24. September 2011 | Foggia                | ITF $25.000 | Sand      | Renata Voráčová       | 6:4, 6:4        |
| 9.  | 19. Mai 2013       | Saint Gaudens         | ITF $50.000 | Sand      | Dinah Pfizenmaier     | 6:3, 3:6, 6:4   |
| 10. | 13. Juni 2015      | Padua                 | ITF $25.000 | Sand      | Réka-Luca Jani        | 6:3, 6:4        |
| 11. | 9. April 2016      | São José do Rio Preto | ITF $10.000 | Sand      | Laura Pigossi         | 6:4, 6:1        |
| 12. | 16. April 2016     | Lins                  | ITF $10.000 | Sand      | Harmony Tan           | 6:3, 6:2        |
| 13. | 23. April 2016     | Bauru                 | ITF $10.000 | Sand      | Julieta Lara Estable  | 1:6, 6:3, 7:5   |
| 14. | 28. Juli 2018      | Baja                  | ITF $25.000 | Sand      | Nina Potočnik         | 6:3, 7:5        |
| 15. | 15. September 2019 | St. Pölten            | ITF W25     | Sand      | Réka Luca Jani        | 2:6, 6:3, 6:3   |
| 16. | 16. Oktober 2022   | Tucumán               | ITF W25     | Sand      | Walerija Strachowa    | 6:2, 6:3        |

### Doppel
| Nr. | Datum             | Turnier           | Kategorie   | Belag | Partnerin                    | Finalgegnerinnen                              | Ergebnis         |
| --- | ----------------- | ----------------- | ----------- | ----- | ---------------------------- | --------------------------------------------- | ---------------- |
| 1.  | 18. Juli 2010     | Bogotá            | ITF $25.000 | Sand  | Andrea Gámiz                 | Mailen Auroux Karen Castiblanco               | 5:7, 6:4, [10:8] |
| 2.  | 19. März 2011     | Santiago de Chile | ITF $10.000 | Sand  | Maria Fernanda Alves         | Barbara Rush Carolina Zeballos                | 6:3, 7:62        |
| 3.  | 3. April 2011     | Buenos Aires      | ITF $25.000 | Sand  | María Fernanda Álvarez Terán | Maria Irigoyen Florencia Molinero             | 4:6, 7:5, [10:4] |
| 4.  | 25. Juni 2011     | Rom               | ITF $25.000 | Sand  | Verónica Cepede Royg         | Marina Shamayko Sofia Shapatava               | 7:5, 6:4         |
| 5.  | 18. Mai 2013      | Saint Gaudens     | ITF $50.000 | Sand  | Julia Glushko                | Stephanie Dubois Kurumi Nara                  | 7:5, 7:611       |
| 6.  | 8. September 2017 | Triest            | ITF $15.000 | Sand  | Martina Caregaro             | Alice Balducci Camilla Scala                  | 5:7, 7:5, [10:1] |
| 7.  | 27. Juli 2018     | Baja              | ITF $25.000 | Sand  | Natalija Kostić              | Nicoleta-Cătălina Dascălu Isabella Schinikowa | kampflos         |
| 8.  | 19. Oktober 2018  | Sevilla           | ITF $25.000 | Sand  | Andrea Gámiz                 | Başak Eraydın Anastassija Komardina           | 7:5, 7:65        |
| 9.  | 7. September 2019 | Zagreb            | ITF W60     | Sand  | Anna Bondár                  | Amandine Hesse Daniela Seguel                 | 7:5, 7:5         |

## Abschneiden bei Grand-Slam-Turnieren

### Einzel
| Turnier         | 2012 | 2013 | 2014 | 2015 | 2016 | 2017 | 2018 | 2019 | 2020 | 2021 | 2022 | 2023 | 2024 | Karriere |
| --------------- | ---- | ---- | ---- | ---- | ---- | ---- | ---- | ---- | ---- | ---- | ---- | ---- | ---- | -------- |
| Australian Open | 2    | Q1   | 1    | Q2   | —    | —    | —    | Q2   | —    | —    | Q1   | Q1   | —    | 2        |
| French Open     | 1    | 3    | 3    | Q1   | —    | —    | —    | —    | —    | —    | Q1   | Q1   | Q1   | 3        |
| Wimbledon       | Q1   | Q2   | 1    | —    | —    | —    | —    | Q1   |      | —    | Q1   | Q1   | —    | 1        |
| US Open         | Q3   | 2    | 1    | —    | —    | —    | —    | Q1   | —    | Q1   | —    | —    | —    | 2        |

Zeichenerklärung: S = Turniersieg; F, HF, VF, AF = Einzug ins Finale / Halbfinale / Viertelfinale / Achtelfinale; 1, 2, 3 = Ausscheiden in der 1. / 2. / 3. Hauptrunde; Q1, Q2, Q3 = Ausscheiden in der 1. / 2. / 3. Qualifikationsrunde; nicht ausgetragen

### Doppel
| Turnier         | 2013 | 2014 | Karriere |
| --------------- | ---- | ---- | -------- |
| Australian Open | —    | 1    | 1        |
| French Open     | —    | 1    | 1        |
| Wimbledon       | 1    | —    | 1        |
| US Open         | 1    | —    | 1        |